# Sommette-Eaucourt

Sommette-Eaucourt este o comună în departamentul Ain, Franța. În 1 ianuarie 2022 avea o populație de 177 de locuitori.